# Batalla de Crimea (1944)
La batalla de Crimea, conocida en la historiografía soviética como Operación Ofensiva Estratégica de Crimea, fue una serie de ofensivas lanzadas por el Ejército Rojo entre el 8 de abril y el 12 de mayo de 1944 para expulsar a las tropas alemanas y sus aliados rumanos de la península de Crimea. 
A lo largo de cinco semanas de lucha el Cuarto Frente Ucraniano del Ejército Rojo se enfrentó al 17.° Ejército alemán del Grupo de Ejércitos Sur de la Wehrmacht, el cual comprendía una mezcla de divisiones alemanas y rumanas. La operación concluyó con un triunfo soviético completo, siendo que la evacuación apresurada de las fuerzas del Eje causó una elevada cantidad de bajas entre alemanes y rumanos

## Antecedentes
Desde finales de 1943, el Grupo de Ejércitos Sur de la Wehrmacht debió retroceder continuamente a lo largo de Ucrania, siendo que una de las decisiones más difíciles para el OKH alemán fue retirar al 17.° Ejército de la cabeza de puente de la región de Kuban (en octubre de 1943) y trasladarlo a Crimea cruzando el estrecho de Kerch, en el mar Negro, debido a que tropas soviéticas impedían una evacuación terrestre a lo largo de la línea costera. Al mes siguiente la renovada ofensiva soviética cortó las comunicaciones terrestres de las tropas alemanas de Crimea al tomar el istmo de Perekop (que conecta Crimea con el resto de Ucrania) en noviembre de 1943; esto significaba que el 17.° Ejército alemán (y las dos divisiones rumanas del Cuerpo de Tropas de Montaña), solo podría ser evacuado a través del mar Negro hacia territorio amigo en Rumania. 
Las sucesivas derrotas alemanas durante la Ofensiva del Dniéper-Cárpatos, llevaron a Hitler a relevar a los Generalfeldmarschall Erich von Manstein y Von Kleist, los comandantes de los Grupos de Ejércitos Sur y A respectivamente. El 30 de marzo de 1944, Hitler envió su avión personal para recoger a los dos oficiales y llevarlos a su cuartel general. Allí los condecoró con las Espadas para sus Cruces de Caballero de la Cruz de Hierro, y les dijo que él no necesitaba maestros de la táctica sino comandantes que llevaran a sus subordinados al límite. Fueron sustituidos por los recién ascendidos Generalfeldmarschall Walter Model y Generaloberst Ferdinand Schörner respectivamente.
La Wehrmacht pudo aferrarse con éxito a Crimea incluso después de haber sido aislada por tierra debido a su capacidad para abastecerla a través del mar Negro. Mantener Crimea se consideró de gran importancia ya que su pérdida afectaría negativamente la actitud de Turquía y pondría los campos petrolíferos rumanos al alcance de la aviación soviética. Aparte de los desembarcos soviéticos a través del estrecho de Kerch (véase Operación Kerch-Eltigen), y en el sector noreste donde el Cuarto Frente Ucraniano había establecido varias cabezas de playa en la costa sur el Mar de Sivash, a finales de 1943, el Ejército Rojo ignoró en gran medida Crimea durante los siguientes cinco meses.

## Orden de batalla

Frente Oriental desde agosto de 1943 hasta diciembre de 1944.
Territorio recuperado tras la Batalla de Crimea (sur).

### Ejército Rojo
Cuarto Frente Ucraniano - comandanteː general de ejército Fiódor Tolbujin
- 2.do Ejército de Guardias - comandanteː teniente general Gueorgui Zajárov
- 19.º Cuerpo de Tanque - comandanteː teniente general Iván Vasiliev, desde el 11 de abril, coronel general Iván Potseluev
- 51.° Ejército - comandanteː teniente general Yákov Kreizer[4]
- Ejército Costero Independiente - comandante teniente general Kondrat Melnik
- 4.º Ejército Aéreo - comandanteː coronel general de aviación Konstantín Vershinin

Flota del Mar Negro - comandanteː almirante Filip Oktiabrski
Flotilla militar de Azov - comandanteː contralmirante Serguéi Gorshkov
Un total de 470 000 efectivos, 5982 cañones y morteros, 559 tanques y cañones autopropulsados, 2245 aviones.

### Wehrmacht
Grupo de Ejércitos A - comandanteː generalfeldmarschall Ferdinand Schörner
- 17.º Ejército; comandanteː Generaloberst Erwin Jaenecke.
  - XXXXIX. Gebirgskorps; comandante General der Gebirgstruppe Rudolf Konrad;[6]
  - V Armeekorps; comandante General der Infanterie Karl Almendinger;[7]
  - Cuerpo de Montaña rumano - comandante teniente general Hugo Schwab.[8]
  - Cuerpo de Caballería rumano

El 17.º Ejército de la Wehrmacht al mando del general Erwin Jenecke, y desde el 1 de mayo, del General der Infanterie Karl Almendinger, compuesto por cinco divisiones alemanas y siete rumanas. En total, más de 195 000 efectivos, alrededor de 3600 piezas de artillería y morteros pesados, 215 tanques y cañones de asalto, 148 aviones (solo con base en Crimea). El cuartel general del 17.º Ejército se encontraba en Simferopol.
Al comienzo de la batalla, las armadas alemana y rumana en Crimea y los puertos marítimos de Rumania al mando del contraalmirante rumano Horia Macellariu, consistían en seis destructores, cinco dragaminas base, cuarenta lanchas torpederos, treinta y cuatro lanchas cazadoras, alrededor de 180 lanchas barreminas, catorce submarinos (seis alemanes, tres rumanos y cinco ex italianos capturados por los alemanes), diez cañoneras y sesenta barcazas de desembarco rápido.

## Desarrollo de las operaciones

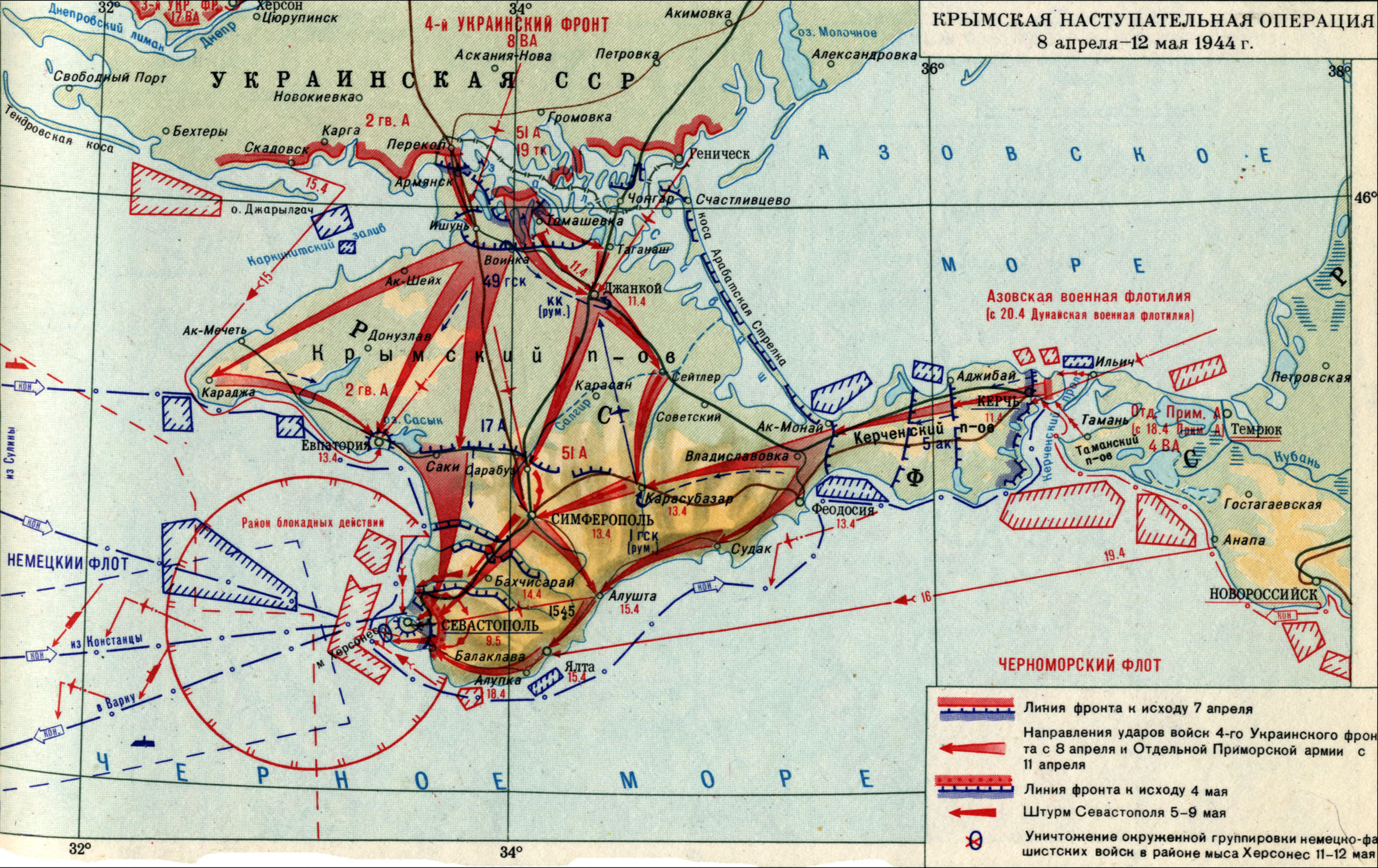
Mapa detallado de la Ofensiva de Crimea

La operación fue precedida por cinco días de bombardeos masivos de artillería contra posiciones del eje. En la mañana del 8 de abril, unidades del 51.er Ejército del 4º Frente Ucraniano atacaron desde la cabeza de puente en la orilla sur del Sivash, que habían conquistado a fines de 1943; y dos días después rompieron las defensas alemanas. Al mismo tiempo, el 2.° Ejército de la Guardia, apoyado por el 19.º Cuerpo de Tanque atacó desde el Istmo de Perekop y rápidamente liberó Armyansk y, en la mañana del 11 de abril, el 19.° Cuerpo de Tanques capturó Dzhankói y se trasladó a Simferopol.
Mientras tanto, el Ejército Costero Independiente atacaba desde la cabeza de puente de Kerch, capturada a finales de 1943 (véase Operación Kerch-Eltigen). En todas direcciones, comenzó la persecución de las fuerzas del eje, las cuales se retiraban apresuradamente hacia Sebastopol. Ahora el objetivo principal de las tropas soviéticas era evitar la evacuación de las tropas del Eje.
El 17.° Ejército alemán contaba con unos 200 000 soldados, 3600 cañones, 200 tanques y tan solo 150 aviones, incluyendo en tal cifra a cerca de 60,000 soldados rumanos; tal fuerza no estaba en condiciones de defender una extensa línea de frente en toda Crimea contra un enemigo tan superior. A partir del 10 de abril de 1944 los alemanes se retiraron masivamente con la orden de conservar durante el mayor tiempo posible el importante puerto de Sebastopol, situado en el extremo suroeste de la península.
Los soviéticos continuaron su avance apoyados por una visible superioridad numérica en hombres y sobre todo en aviación de combate (contando para esta operación con todo el 4° Ejército Aéreo de la VVS soviética) que con ataques a tierra colaboraba en destruir las posiciones defensivas de los alemanes y en dificultar mucho que se retirasen sin sufrir graves bajas, mientras que para el OKH era cada vez más difícil enviar apoyo a unas fuerzas tan aisladas. Los alemanes abandonaron sus posiciones en muy pocos días, inclusive en el centro montañoso de la península (la cual tiene un área poco menor a la de Bélgica), retirándose a la línea Gneisenau, un sistema de fortificaciones de campaña centrado en la ciudad principal de la península, Simferópol unos 65 kilómetros al este de Sebastopol. En estas operaciones el Ejército Rojo tuvo ayuda de los partisanos soviéticos locales que desde mediados de 1942 se habían refugiado en las montañas del centro de la península luchando en guerrillas contra los alemanes.

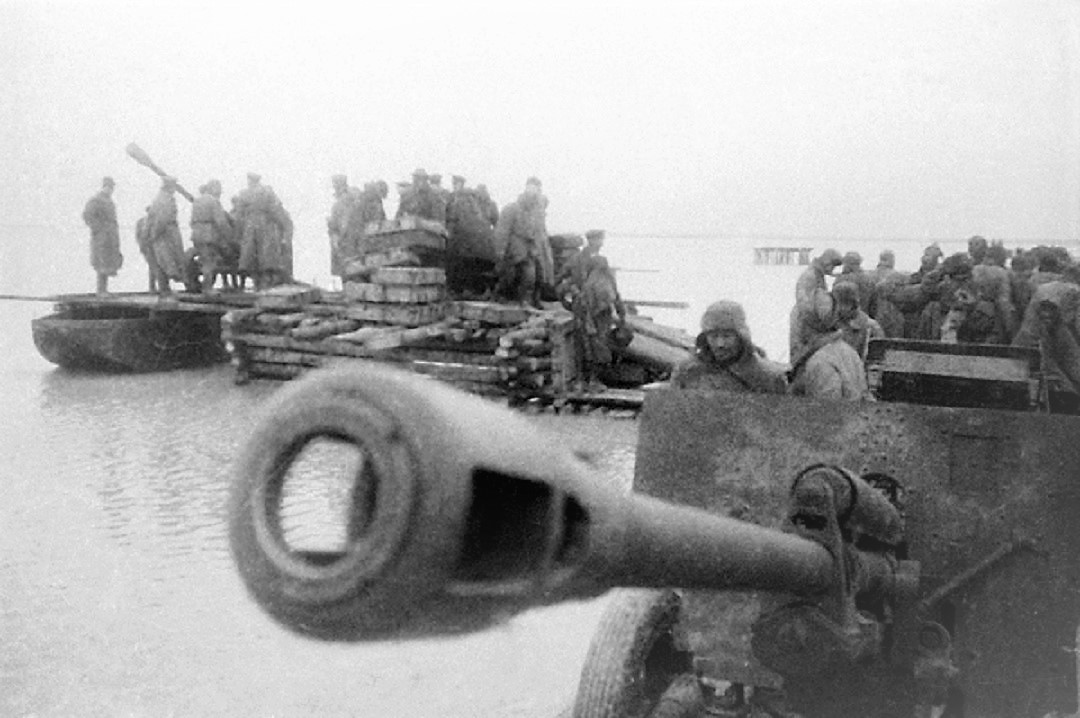
Artillería del Cuarto Frente Ucraniano atacando cerca del Mar de Sivash.

Esta sorprendentemente rápida retirada permitió a Tolbujin desplegar todas sus tropas en Crimea lo que provocó, que el 12 de abril, los soviéticos rompieran las defensas alemanas en la línea Gneisenau liberando Simferópol. Cuatro días más tarde el 17.º Ejército alemán se retiró a la última línea de defensa alemana en la propia ciudad de Sebastopol. Ferdinand Schörner comandante del Grupo de Ejércitos A informó a Hitler que la defensa no resistiría más de tres o cuatro semanas tiempo justo para proceder a una evacuación por mar. Sin embargo, este cálculo pronto se demostró extremadamente optimista cuando los convoyes de evacuación alemanes y rumanos se tuvieron que enfrentar contra unidades ligeras de la Flota del Mar negro.
El Oberkommando des Heeres o OKH (Alto Mando del Ejército) ordenó al 17° Ejército concentrarse en la defensa de Sebastopol considerándola una fortaleza (Festung, en alemán) con la misión de no abandonarla y de defenderla a toda costa de la misma forma que habían hecho los soviéticos en las primeras campañas de los años 1941 y 1942. Los combates más encarnizados se libraron en torno a Sebastopol a lo largo de varios días, pero dicho puerto no contaba con un sistema defensivo adecuado, además que la sorprendente rapidez del avance del Ejército Rojo impidió a alemanes y rumanos construir defensas que permitieran siquiera prolongar la resistencia.
Después del avance enormemente rápido del Ejército Rojo, necesitaron la última mitad de abril y la primera semana de mayo para reagruparse y preparar el asalto final contra Sebastopol. A finales de abril, Jaenecke se entrevistó con el Führer en el Berghof y le ordenó resistir a cualquier precio en Sebastopol a cambio, le prometió «generosos refuerzos». Esos refuerzos consistían únicamente en cuatro batallones de reclutas mal entrenados, lo cual llevó a Jaenecke a escribir una carta solicitando que el 17.º Ejército fuera puesto directamente bajo el mando del OKH, lo que suponía que Hitler sería directamente responsable de la destrucción del 17.º Ejército. Hitler lo destituyó acusandole de no ser capaz de ejercer el mando y lo sustituyó por el General der Infanterie Karl Almendinger comandante del V Cuerpo de Ejército.

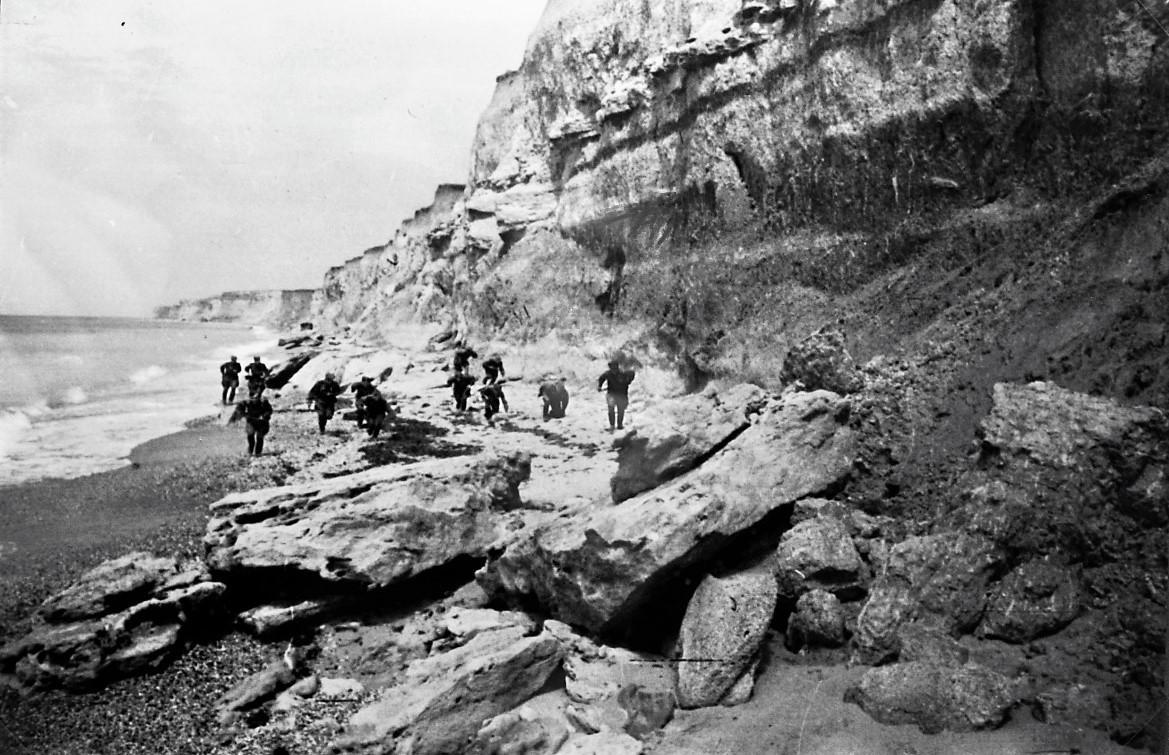
Cerca de Sebastopol, tropas soviéticas del 2.º Ejército de Guardias atacan al enemigo

### El asalto a Sebastopol
La ciudad de Sebastopol, era el punto más defendible de todo el frente soviético. La ciudad está rodeada de terrenos escabrosos y líneas de lomas, que proporcionaban una protección natural a la ciudad y al puerto. Además los alemanes contaban con tres líneas concéntricas de trincheras y búnkeres alrededor de la ciudad, la línea más exterior estaba a 43 kilómetros de Sebastopol, otra línea se encontraba a 24 kilómetros y la más interior bordeaba la propia ciudad de Sebastopol. Sin embargo, el problema principal del 17.º Ejército era su bajo número de efectivos. Almendinger apenas contaba con 65 000 efectivos para guarnecer las tres líneas defensivas contra los cerca de 400 000 efectivos, distribuidos en tres ejércitos, con que contaba Tolbujin para asaltar la ciudad.
El 5 de mayo de 1944, El  2.º Ejército de Guardias de Gueorgui Zajárov inició el asalto a Sebastopol, con un ataque de distracción contra la parte norte de la primera línea de defensa alemana. Esta zona era la más obvia para un ataque puesto que tenía mejores caminos y el terreno no era tan escarpado, por esta razón los alemanes habían concentrado allí sus principales únidades. El ataque principal, sin embargo, no se inició hasta dos días más tarde, después de que Zajárov hubiera inmovilizado las principales reservas alemanas. Luego, el 51.° Ejército al mando de Yákov Kreizer y el Ejército Costero Independiente de Kondrat Melnik, atacaron la línea de los altos de Zapun. Esta zona era la más escarpada de la línea defensiva y la que menos defensas contaba.
Al caer la noche, el 51.° Ejército y el Ejército Costero Independiente habían atravesado las dos líneas de defensa alemana y conquistado los altos de Zapun, lo que les daba una magnífica vista de las posiciones del Eje en la propia ciudad de Sebastopol y de su puerto. Al día siguiente por la noche, 8 de mayo, los soviéticos se hicieron con el control del puerto, lo que obligaba a los alemanes a realizar la evacuación de sus tropas únicamente a través de unas pocas calas en el cabo Jersones, bajo fuego directo de la artillería y de la aviación soviética.

### Evacuación de Crimea

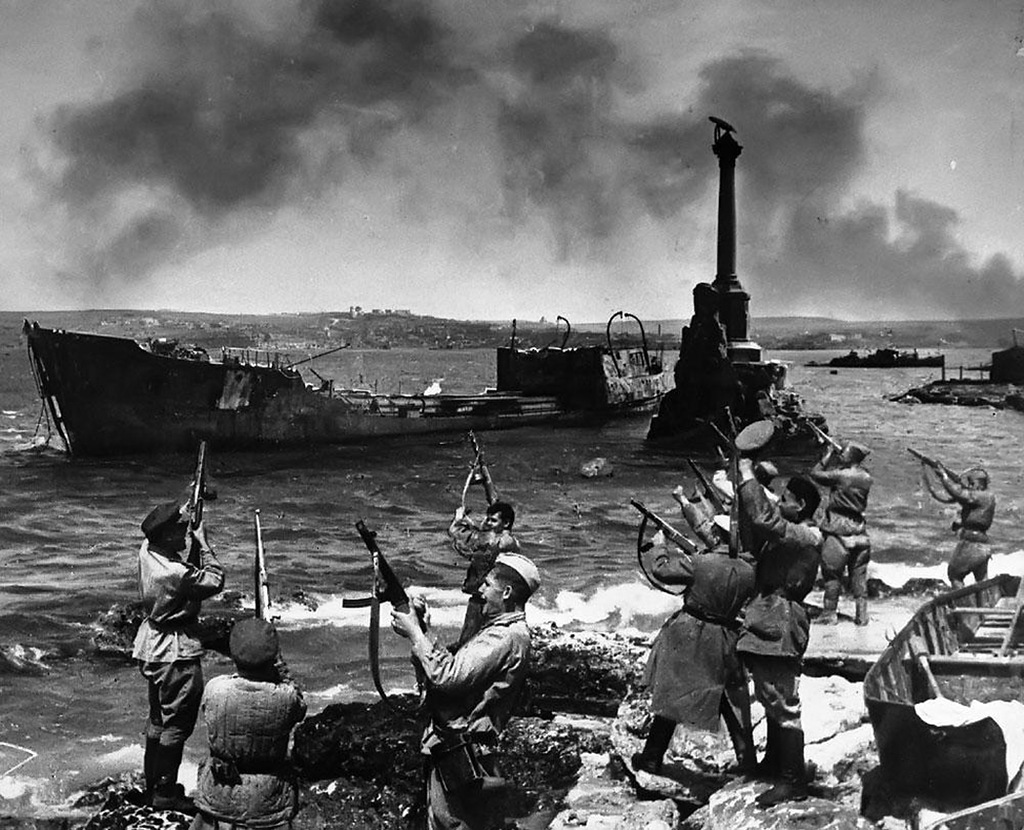
Soldados del Ejército Rojo celebran su victoria en una playa cercana a Sebastopol repleta de restos de buques alemanes

La evacuación de heridos alemanes y rumanos empezó apenas iniciado el ataque soviético, desde el mismo 12 de abril, mediante convoyes (formados principalmente por buques rumanos) que partían del puerto rumano de Constanza y llegaban a Sebastopol a retirar soldados heridos y entregar en el puerto material bélico para la guarnición cercada. El OKH rechazó en esa fase la evacuación masiva de las tropas cercadas alegando que Sebastopol podía aún mantenerse como fortaleza por tiempo indefinido. No obstante desde finales de abril la ofensiva soviética se hizo más intensa, obligando a los alemanes a utilizar todo su potencial en tanques y artillería pesada contra las mucho más numerosas fuerzas soviéticas, en una serie de pequeñas contraofensivas locales destinadas a frenar lo más posible el avance enemigo. Esta táctica solo reducía la velocidad del Ejército Rojo pero no lo detenía, y al empezar mayo, el 17.° Ejército de la Wehrmacht, sin refuerzos, ya no pudo sostener la mayoría de sus posiciones defensivas, perdiendo rápidamente terreno ante las fuerzas soviéticas.
La noche del 8 de mayo, los soviéticos ya habían entrado en el puerto de Sebastopol y habían destruido los aeródromos que los alemanes conservaban en las afueras del área urbana, los restos del 17.° Ejército se vieron obligados a combatir dentro de la ciudad para proteger su evacuación por mar; ese día se reinició la evacuación naval por naves rumanas, con permiso del OKH alemán, pero ahora transportando a todos los sobrevivientes de la guarnición hacia Rumania, desde las cercanas playas del cabo Jersone, en las afueras de Sebastopol. 

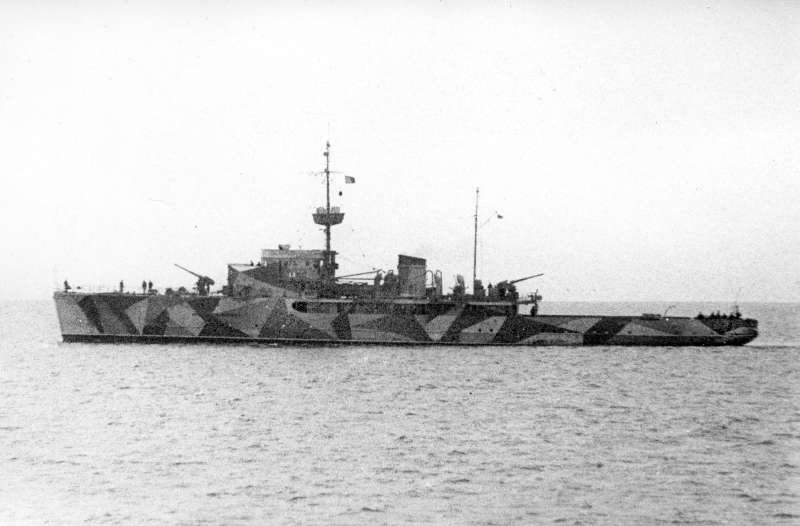
Minador rumano Amiral Murgescu, último buque del Eje en abandonar Sebastopol

La retirada se hizo muy difícil ante la falta de unidades navales suficientes, y el evidente dominio aéreo de los soviéticos que impedía el rápido transporte en los buques rumanos, por lo cual varios miles de soldados alemanes y rumanos fueron hechos prisioneros al no poder ser evacuados. Los últimos focos de resistencia del Eje en Crimea fueron destruidos el 12 de mayo. El último buque de guerra del Eje que abandonó la península fue el minador rumano Amiral Murgescu, que llevaba a bordo 1000 soldados del Eje, incluido el general alemán Walter Hartmann.

## Consecuencias
Los soviéticos recuperaron Crimea y obtuvieron una importante base de ataque para aviones y buques contra el Grupo de Ejércitos Sur de la Wehrmacht, además de amenazar directamente los campos petrolíferos de Ploiesti en Rumania y sus costas del mar Negro, que efectivamente fueron blanco de bombardeos de largo alcance de la VVS. El 17° Ejército sufrió también severas bajas, ascendiendo casi a 97 000 hombres perdidos entre muertos, heridos y prisioneros (incluyendo a las dos divisiones rumanas que participaron en la lucha). 
En total los rumanos tuvieron 31 600 bajas (5800 heridos y 28 500 hombres entre muertos y prisioneros, mientras los alemanes tuvieron 65 100 bajas (33 400 heridos, y otros 31 700 hombres entre muertos y prisioneros). Las bajas soviéticas ascendieron a 84 808 soldados (17.754 de ellos muertos y el resto heridos).
La evacuación de Sebastopol consiguió llevar hasta Rumania a 36 557 soldados rumanos (incluyendo 4262 heridos), 58 486 soldados alemanes (12 027 de ellos heridos), junto con 723 soldados eslovacos y 15 391 rusos que combatían al servicio de Alemania, más 2581 prisioneros varios y 7115 civiles. Sin embargo, las tropas del Eje que habían conseguido escapar habían perdido todo su equipo pesado, que la ya debilitada industria alemana tendría que sustituir tanto para las tropas alemanas como para las rumanas.